# Parotocinclus bidentatus
Parotocinclus bidentatus és una espècie de peix de la família dels loricàrids i de l'ordre dels siluriformes.

## Distribució geogràfica
Es troba al Brasil.